# Do What Thou Wilt
Do What Thou Wilt è il quarto album dei Death SS, pubblicato nel 1997.

## Descrizione
È il primo album a contenere interamente pezzi nuovi: nei precedenti erano infatti spesso presenti rifacimenti di pezzi relativi ai primi anni di vita del gruppo. Con questo album il gruppo avvia anche una svolta stilistica, iniziando a inserire elementi elettronici, che rivestiranno sempre maggiore importanza negli album successivi, e per tale motivo viene anche inserito stabilmente in formazione un tastierista, Oleg Smirnoff (ex-Eldritch e Vision Divine).
I testi dei brani costituiscono un concept incentrato sulle teorie del mago occultista Aleister Crowley e il titolo dell'album (in italiano: "Fa' ciò che vuoi") deriva infatti da un suo celebre motto.

## Tracce
1. The Awakening of the Beast - 2:58
2. The Phoenix Mass - 3:59
3. Baron Samedi - 5:50
4. Scarlet Woman - 5:36
5. The Serpent Rainbow - 7:43
6. Crowley's Law - 3:17
7. Guardian Angel - 4.30
8. The Shrine in the Gloom - 5:43
9. The Way of the Left Hand - 4:14
10. Liber Samekh - 3:46

### Bonus track della riedizione del 2010
1. The book of the law - 6:20
2. Magick (cover dei Thelema) - 5:22

• Nel disco è presente una traccia nascosta, chiamata The Holy Mountain.

## Formazione
- Steve Sylvester - voce
- Emil Bandera - chitarra
- Felix Moon - chitarra
- Andrew Karloff - basso
- Ross Lukather - batteria
- Oleg Smirnoff - tastiere